# Список керівників держав 580 року
Список керівників держав 580 року — це перелік правителів країн світу 580 року
Список керівників держав 579 року — 580 рік — Список керівників держав 581 року — Список керівників держав за роками

## Європа
- Аварський каганат — каган Баян I (562–602)
- Арморика — король Теудр Великий (545–584)
- Баварія — герцог Гарибальд I (548/555—593/595)
- Британські острови:
  - Берніція — король Фрітувальд (579-585)
  - Бріхейніог — король Лліварх ап Рігенеу (540–580), його змінив син король Ідваллон ап Лліварх (580–620)
  - Вессекс — король Кевлін (560–591)
  - Гвінед — король Рін ап Майлгун (547–580), його змінив король Белі ап Рін (бл. 580 — бл. 599)
  - Глівісінг — король Кадок Мудрий (523–580), державу захопив Гвент.
  - Дал Ріада — король Айдан Віроломний (574–608)
  - Дейра  — король Елла (559–588)
  - Дівед — король Петрок (570–595)
  - Думнонія — король Геррен ап Костянтин (560–598)
  - Дунотинг — король Дінод Товстий (525–595)
  - Ебрук — король Передур ап Эліффер (560–580), цього року державу захопила Дейра.
  - Елмет — король Гваллог ап Ллаенног (560–586)
  - Ессекс — король Есквін I (527 — 587)
  - Каер Гвенддолеу — король Араун ап Кінварх (573 — бл. 630)
  - Кент — король Ерменрік (540–591)
  - Мерсія — король Креода  (568–593)
  - Південний Регед — король Лліварх Старий (560–586)
  - Північний Регед — король Урієн (570–586)
  - Королівство Пік — король Сауїл Зарозумілий (525–590)
  - плем'я піктів — король Галам Кенналеф I (578–580), його змінив король Дрест V (580), що правив менше року, його змінив король Бруде I (580–584)
  - Королівство Повіс — король Кінан Гаруін (бл. 560 — бл. 610)
  - Стратклайд(Альт Клуіт) — король Тутагуал ап Клінох (? — ок. 580), його змінив син король Рідерх Щедрий (580–613)
  - Східна Англія — король Тітіла (578–593)
- Бро Варох — король Варох II (577–594)
- Вестготське королівство — король Леовігільд (568–586)
- Візантійська імперія — імператор Тиберій II Констянтин (578–582)
- Ірландія — верховний король Аед мак Айнмуйрех (568–594/598)
  - Айлех — король Колку мак Домнал (572–580), його змінив король Колман Рімід мак Баетан (580–604)
  - Коннахт — король Уату МакАед (577–601/602)
  - Ленстер — король Колман Мор (550–580), його змінив король Аед Дібіне (580–595)
  - Манстер — король Кайрпре Кромм (550–580), його змінив король Фергус Раздор (580–583)
  - Улад — король Баетан мак Керелл (572–581)
- Королівство лангобардів:
  - Герцогство Беневентське— герцог Зотто  (571–591)
  - Герцогство Сполетське — герцог Фароальд I Сполетський (570–592)
  - Герцогство Фріульське — герцог Гізульф I (568–590)
- Королівство свевів — король Миро (570–583)
- Святий Престол — папа римський Пелагій II (579–590)
- Франкське королівство:
  - Австразія —
    - король Хільдеберт II (575–595/596)
    - майордом Гогон  (576–581)

  - Бургундія — король Гунтрамн (561–592)
  - Нейстрія — король Хільперік I (561–584)
- Швеція — король Йостен (бл. 575 — бл. 600)

## Азія
- Абазгія — князь Іствіне (550–580), його змінив князь Фініктіос (бл. 580 — бл. 610)
- Аль-Хіра (Династія Лахмідів) — цар Аль-Ну'ман III ібн аль-Мундір (578–602)
- Вансуан — імператор Лі Нам Де II (571–602)
- Диньяваді (династія Сур'я) — раджа Сур'я Пабба (575–600)
- Джабія (династія Гассанідів) — править два брати цар Аль-Мундір III ібн аль-Харіт (569–581) та цар Абу Кіраб аль-Ну'ман ібн аль-Харіт (570–582)
- Іберійське царство — цар Бакур III (? — 580), цього ж року державу анексувала Персія.
- Індія:
  - Вішнукундина — цар Янссрайя Мадхав Варма IV (573–621)
  - Західні Ганги — магараджа Мушкара (579–604)
  - Камарупа — цар Стхітаварман (566–590)
  - Маітрака — магараджа Дхарасена II (бл. 570 — бл. 595)
  - Династія Паллавів  — махараджа Махендраварман I (571–630)
  - Держава Пандья — раджа Кандугон (560–590)
  - Раджарата — раджа Аггабодхі I (564–598)
  - Чалук'я — раджа Кіртіварман I (566–597)
- Кахетія — князь Адарнасе I (580–637)
- Китай (Південні та Північні династії)
  - Династія Північна Чжоу — імператор Юйвень Чань (Цзін-ді) (579–581)
  - Тогон — Муюн Куалюй (540–591)
  - Династія Чень — імператор Чень Сюй (Сюань-ді) (568–582)
- Корея:
  - Когурьо — тхеван (король) Пхьонвон (559–590)
  - Пекче — король Відок (554–598)
  - Сілла — ван Чінпхьон (579–632)
- Паган — король Хтун Тайк (569–582)
- Персія:
  - Держава Сасанідів — шахіншах Ормізд IV (579–590)
- Тарума (острів Ява) — цар Кертаварман (561–628)
- Тюркський каганат — каган Таспар-каган (572–581)
- Хим'яр — цар Сайф (бл. 577 — бл. 587)
- Чампа — князь Самбуварман (572–629)
- Ченла — раджа Камбуджа-рая Лакшмі (575–580), її змінив раджа Бхававарман I (580–598)
- Японія — імператор Бідацу (572–585)

## Африка
- Аксумське царство — цар Сайфу (577–590)

## Північна Америка
- Цивілізація Майя:
  - Канульське царство — цар Ук'ай Кан (579–611)
  - Копан — цар К'ак'-Ті-Чан (578–628)
  - місто Паленке — священний владика Кан Балам II (572–583)